# James Murphy (DJ)

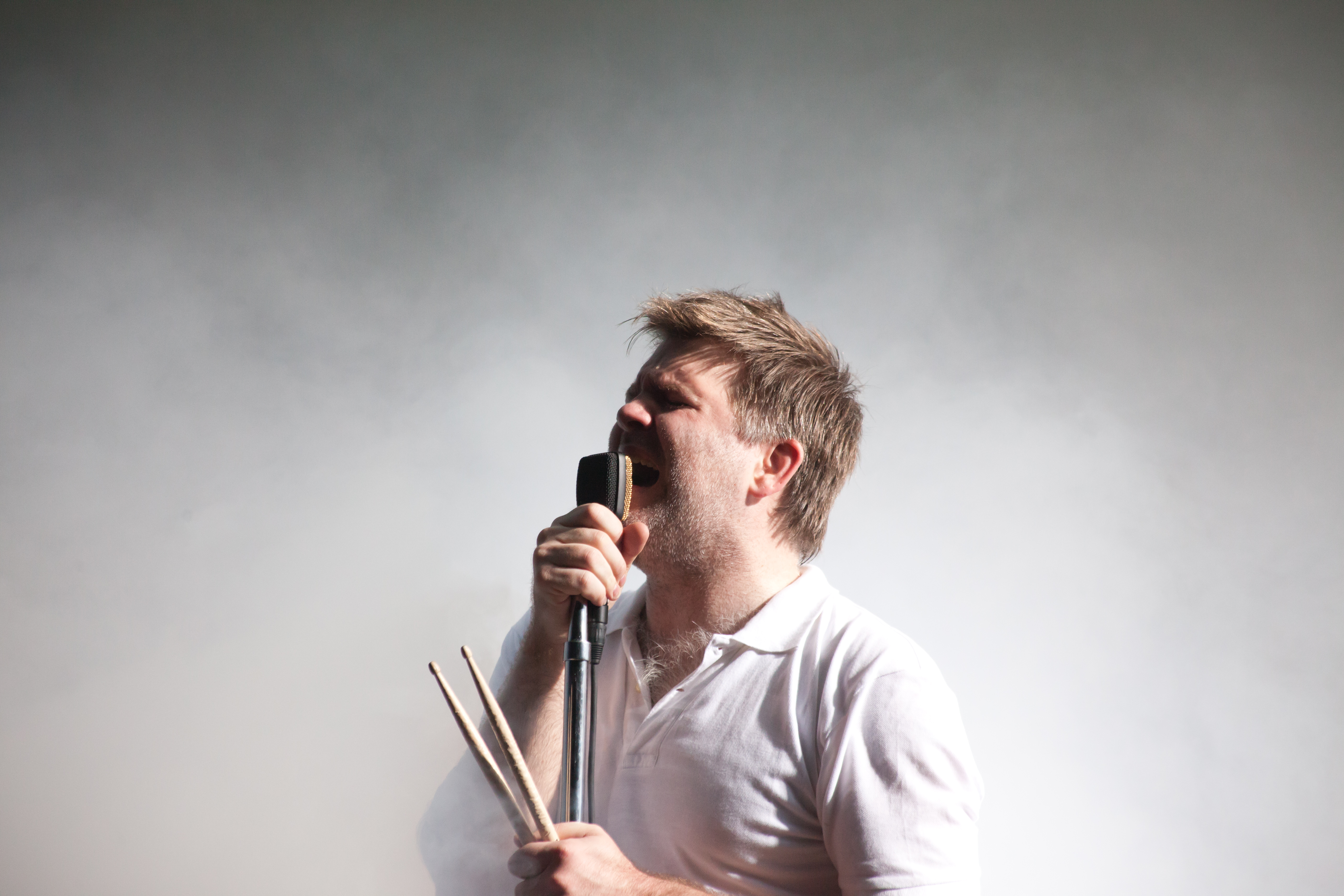
James Murphy 2010 in Berlin

James Murphy (* 4. Februar 1970 in Princeton Junction, New Jersey) ist ein US-amerikanischer Musikproduzent, Singer-Songwriter, Multiinstrumentalist und DJ. Berühmt wurde er vor allem durch sein Studioprojekt LCD Soundsystem.

## Leben
Murphy wuchs in Princeton Junction in New Jersey auf. Nach seinem Studium bot man ihm eine Stelle als Autor für die Sitcom Seinfeld an, die er jedoch ablehnte, da er die Show als nicht erfolgreich sah.
Nachdem er Mitte der 1990er Jahre Mitglied verschiedener Bands war und in New York als Toningenieur gearbeitet hatte, traf er 1999 auf den englischen DJ und Produzenten Tim Goldsworthy (UNKLE), mit dem er kurz darauf das Independent-Label DFA Records gründete. 2002 wurde er als LCD Soundsystem mit der Single Losing My Edge schließlich einem breiteren Publikum bekannt. Nach der Veröffentlichung von LCD Soundsystem 2005 und Sound Of Silver 2007 gab Murphy bei Erscheinen des dritten Studioalbums This Is Happening im Jahre 2010 die Auflösung von LCD Soundsystem bekannt. Am 2. April 2011 trat LCD Soundsystem zum vorerst letzten Mal im Madison Square Garden in New York auf.
In den folgenden Jahren arbeitete er unter anderem mit den Gorillaz, André 3000, Jarvis Cocker, David Bowie und Arcade Fire zusammen.
Ende 2015 reaktivierte Murphy LCD Soundsystem und nahm die Arbeit zu einem vierten Studioalbum namens American Dream auf, das im September 2017 erschienen ist.
Ferner ist Murphy Betreiber der New Yorker Weinstube The Four Horsemen, die er 2015 in Williamsburg, Brooklyn eröffnete.
Murphy ist mit der Dänin Christina Topsøe verheiratet, mit der er ein Kind hat.

## Studioalben

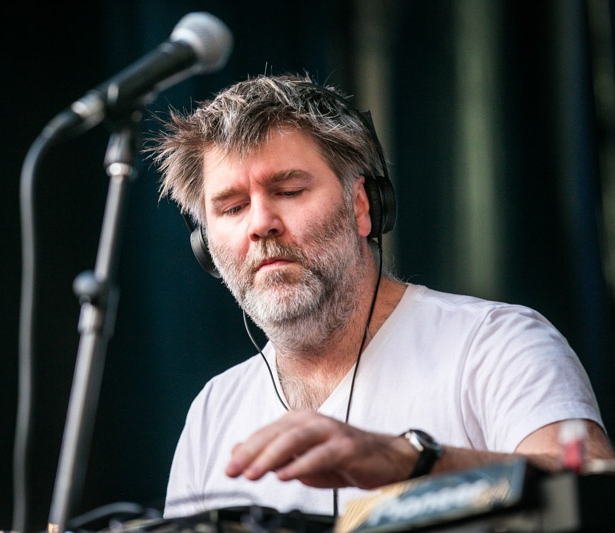
James Murphy als DJ 2013 in New York

### LCD Soundsystem
- 2005: LCD Soundsystem
- 2007: Sound of Silver
- 2010: This is Happening
- 2017: American Dream

### Falling Man
- 1988: A Christening

### Remixalben
- 2007: FabricLive. 36 (mit Patrick Mahoney)
- 2014: Remixes Made with Tennis Data

### Soundtracks
- 2010: Greenberg
- 2014: Gefühlt Mitte Zwanzig (While We’re Young)

### Mitwirken
- 2004: Kick Out the Chairs (Single mit Munk)
- 2012:  DoYaThing (Single mit Gorillaz und André 3000)
- 2013: The Next Day von David Bowie (Remix Love Is Lost (Hello Steve Reich Mix))
- 2013: Reflektor von Arcade Fire (Produzent, Abmischung)
- 2013: Mosquito von Yeah Yeah Yeahs (Produzent, Toningenieur)
- 2013: After You (Single mit Pulp)
- 2016: Blackstar von David Bowie (Perkussion)